# Tom Bower
Tom Bower (Denver, Colorado, 3 de enero de 1938-Los Ángeles, 30 de mayo de 2024) fue un actor estadounidense. 

## Carrera artística
Ha aparecido en una amplia variedad de programas de televisión y funciones de cine, incluyendo Die Hard 2 y El Bad Lieutenant: Port of Call New Orleans. Trabajó también en la película de Chris Chan Lee de 2006, titulada Perdición.

## Filmografía

### Películas
- A Woman for All Men (1975)
- The Commitment (1976)
- Two-Minute Warning (1976)
- The Dain Curse (1978)
- The Winds of Kitty Hawk (1978)
- The Ballad of Gregorio Cortez (1982)
- Wildrose (1984)
- Massive Retaliation (1984)
- The Lightship (1985)
- River's Edge (1986)
- Beverly Hills Cop II (1987)
- Lady in White (1988) como Sheriff Saunders
- Split Decisions (1988) como Detective Walsh
- Distant Thunder (1988) como Louis
- True Believer (1989) como Cecil Skell
- Wired (1989) como Detective
- Die Hard 2 (1990) como Marvin
- Talent for the Game (1991) como Rev. Bodeen
- Aces: Iron Eagle III (1992) como Crawford
- American Me (1992) como Dornan (uncredited)
- Raising Cain (1992) como Sgt. Cally
- Relentless 3 (1993) como Captain Phelan
- The Ballad of Little Jo (1993) como Lyle Hogg (uncredited)
- Teenage Bonnie and Klepto Clyde (1993) como Peter Baker
- Shimmer (1993) como Mr. Speck
- Clear and Present Danger (1994) como Clark's Pilot (uncredited)
- Against the Wall (1994, TV Movie) como Ed
- Far from Home: The Adventures of Yellow Dog (1995) como John Gale
- Georgia (1995) como Erwin Flood
- White Man's Burden (1995) como Stanley
- Nixon (1995) como Frank Nixon
- Follow Me Home (1996) como Larry
- Shaughnessy (1996, TV Movie) como Marshall
- The Killing Jar (1997) como Det. Jake Pestone
- The Last Time I Committed Suicide (1997) como Captain (uncredited)
- Buffalo Soldiers (1997, TV Movie) como Gen. Pike
- The Postman (1997) como Larry (uncredited)
- Poodle Springs (1998, TV Movie) como Arnie Burns
- The Negotiator (1998) como Omar (uncredited)
- A Slipping-Down Life (1999) como Mr. Decker
- Malevolence (1999) como Jim Bradley
- The Million Dollar Hotel (2000) como Hector
- Pollock (2000) como Dan Miller
- Going Greek (2001) como Bill
- Hearts in Atlantis (2001) como Len Files
- Bill's Gun Shop (2001) como Tom
- The Laramie Project (2002, TV Movie) como Father Roger Schmit
- High Crimes (2002) como FBI Agent Mullins
- The Badge (2002) como Bull Hardwick
- The Tulse Luper Suitcases (2003) como Sheriff Fender
- Below the Belt (2004) como Merkin
- In the Land of Milk and Money (2004) como Lenny Cochran
- The Amateurs (2005) como Floyd
- Brothers of the Head (2005) como Eddie Pasqua
- North Country (2005) como Gray Suchett
- Flannel Pajamas (2006) como Bill
- The Hills Have Eyes (2006) como Gas Station Attendant
- Valley of the Heart's Delight (2006) como Sheriff Ackle
- Undoing (2006) como Don
- Three (2006) como Uncle Eugene Parson
- Feel (2006) como Buck
- Pain Within (2007) como Joseph
- Familiar Strangers (2008) como Frank Worthington
- Misconceptions (2008) como Judge Transome
- Appaloosa (2008) como Abner Raines
- Gospel Hill (2008) como Jack Herrod
- Bad Lieutenant: Port of Call New Orleans (2009) como Pat McDonagh
- For Sale by Owner (2009) como Sheriff O'Hare
- Crazy Heart (2009) como Bill Wilson
- The Killer Inside Me (2010) como Sheriff Bob Maples
- Black Limousine (2010) como Mr. Esteridge
- Session (2011) como Dr. Albert Solomon
- I Melt with You (2011) como Captain Bob
- Low Fidelity (2011) como Ralph
- Dark Around the Stars (2013) como Silky
- Out of the Furnace (2013) como Dan Dugan
- 13 Sins (2014) como Father
- The Ever After (2014) como Father O'Meara
- Runoff (2014) como Scratch
- As You Like It (2014) como Jaques
- Digging for Fire (2015) como Tom the Neighbor
- Lamb (2015) como Foster
- In Embryo (2016) como Ben (uncredited)
- As You Like It (2016) como Jaques
- Light of My Life (2018) como Tom
- Glass (2019)
- El Camino: A Breaking Bad Movie (2019) como Lou
- Fully Realized Humans (2020) como Richard
- We Have a Ghost (2023) como Ernest Scheller

### Televisión
- The Rockford Files (1974-1976, 2 episodios) como Jeff Cooperman / Oficial de Hensley
- La Mujer Biónica (1976, 1 episodio) como Ted Ryan
- Los Walton (1975-1978, de 26 episodios) como el Dr. Curtis Willard / Rex Barker
- Lou Grant (1979, 1 episodio) como Lind
- Barnaby Jones (1979, 1 episodio) como Baxter
- Hill Street Blues (1981-1986, 3 episodios) como De Petrus Narcóticos / Cop
- Murder, She wrote (1984, 1 episodio) como Jonathan Bailey
- Misfits of Science (1985, 1 episodio) como Jeffries
- China Beach (1990, la Temporada tres episodio 17 de Gracias de una Nación Agradecida) como Archie Winslow
- Amor, Mentiras y Asesinato (1991) como Leverette
- Los X-Archivos (1999, la Temporada 7, episodio 5) como el Sheriff Harden
- Roswell (1999-2000 Temporada 1, episodio 13) como el Hubble
- El Ala Oeste (2000, 1 episodio) como la educación General Barrie
- Cold Case (2005) como Curtis Collins 2005
- Siempre es Sunny in Philadelphia (2005-2012, 2 episodios)
- Mentes criminales (2013) como Damon Miller